# Christian Lell
Christian Lell (München, 1984. augusztus 29. –) német labdarúgó, jelenleg a Levante UD játékosa.

## Pályafutása
Lell a Bayern München saját nevelésű játékosa. 2001-től 2004-ig Bayern München második csapatánál játszott. 2003. október 4-én debütált a Hertha Berlin ellen. 2004 és 2006 között kölcsönadták az FC Kölnnek, miközben 2006 júliusában visszatért a Bayernhez. A 2007/2008-as szezonban Ottmar Hitzfeld úgy döntött, beteszi a kezdő felállásba. A 2007/2008-as szezonban 28 mérkőzést játszott a Bundesligában, a német kupában pedig 8, az UEFA kupában 11 mérkőzést játszott. 2010-ben leszerződtette az akkori másodosztályú Hertha BSC csapata ingyen. 2 év után elhagyta a berlini klubot és Németországot, és a spanyol Levante UD klubjához igazolt egy évre.

## Sikerei, díjai
- Bayern München:
- Német bajnok: 2008 ; 2010
- Németkupa-győztes: 2008 ; 2010
- Német ligakupa-győztes: 2007
- 1. FC Köln:
- Német másodosztály bajnoka: 2005